# Marcaj turistic

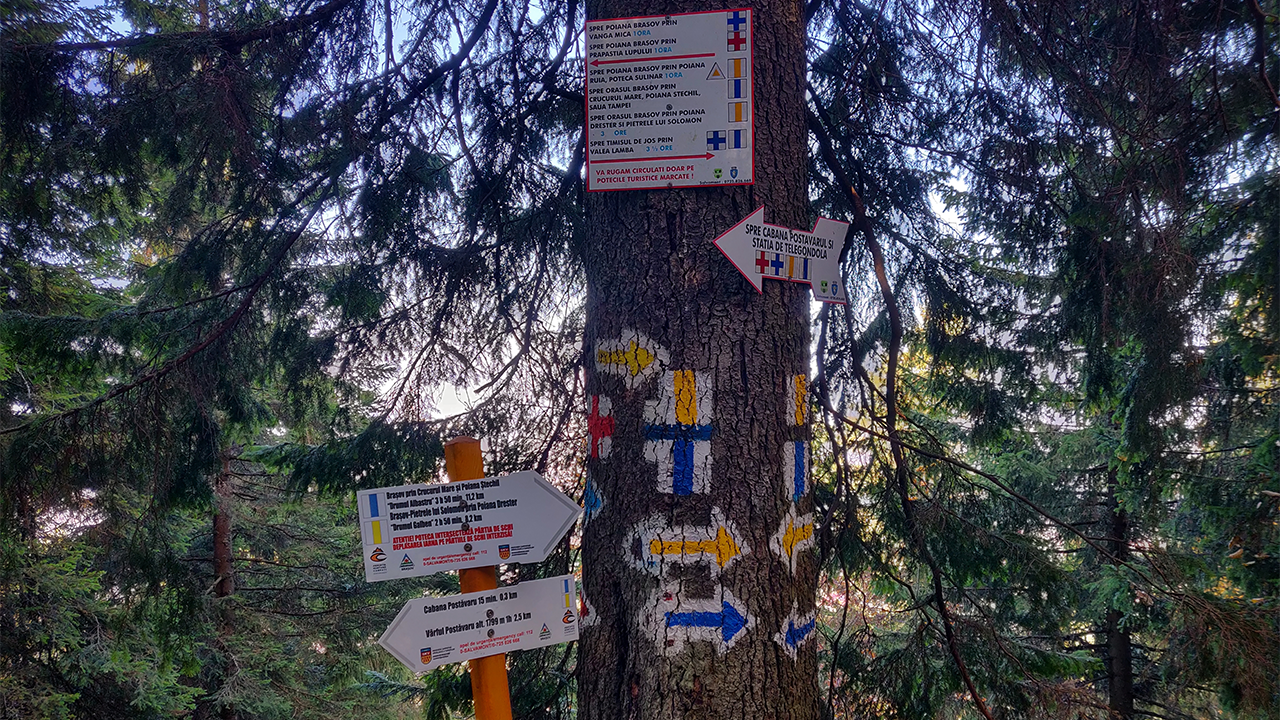
Marcaje montane în Masivul Postăvarul, intersecție de trasee.

Marcajul turistic reprezintă un ansamblu de semne făcute pe copaci stânci etc. sau pe tăblițe speciale, pentru a indica turiștilor un anumit drum sau traseu turistic.

## Semnele de marcaj

### Tipuri de marcaje
Sistemul national de marcare turistică a fost adoptat de România în 1945, în mod similar reglementărilor pe plan internațional și include următoarele tipuri de marcaje:
- În grup:[3] au inițial un parcurs comun, după care semnele se ramifică succesiv pe diferite trasee
- Centrifugale:[3] au semne ce se despart chiar de la pornire pe trasee diferite
- În circuit:[3] au același punct de plecare și de sosire
- Cu ax comun:[3] au un traseu principal numit și magistrală – în general traseu de creastă – din care se ramifică sau către care se dirijează mai multe trasee secundare
- Pentru trasee dus-întors[3]

### Convenții pentru semnele de marcaj
Sistemul de marcaj conține astfel de reguli, încât să standardizeze importanța traseului care a fost marcat cu semnul respectiv folosit.
Semnele de marcaj de încadrează într-un patrulater cu laturile de 16–20 cm. 
- Banda verticală pe fond alb - se folosește la traseele principale (numite și magistrale). În general acestea sunt - de principiu - trasee de creastă. Benzile de culoare necesită o lățime de 6 cm, iar cele de fond alb de 5 cm.
- Crucea cu brațe egale pe fond alb - marchează traseele de legătură. Crucea de culoare trebuie să aibă cele doua benzi perpendiculare de 3 cm, iar banda de fond alb de 5 cm.
- Triunghiul echilateral pe fond alb sau punctul într-un cerc pe fond alb - indică un traseu secundar. Triunghiul cu miezul de culoare trebuie să aibă laturile de 10 cm, iar banda de fond alb lățimea de 3 cm. Punctul de culoare trebuie să aibă diametrul de 10 cm, iar banda de fond alb o lățime de 3 cm.
- Punctul cu cercuri duble de culoare albă și roșie - se folosește la traseele în circuit (dus-întors)

## Reguli
În România marcajele turistice rezultă așadar din folosirea a 4 simboluri (bandă, cruce, triunghi și punct) desenate în 3 culori (roșu, galben și albastru), pe un fond obligatoriu alb. Asocierea lor generează astfel 12 tipuri de marcaje.

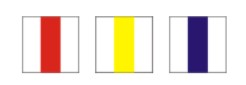
bandă roșie, galbenă și albastră

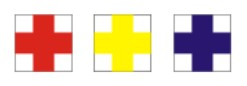
cruce roșie, galbenă și albastră

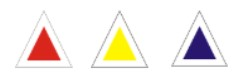
triunghi roșu, galben și albastru

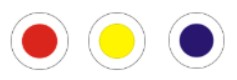
punct roșu, galben și albastru

### Generale
Executarea marcajelor impune – de principiu – folosirea unor vopsele reflectorizante și rezistente la soare, umezeală, căldură, ger și agenții de poluare corozivi.
Semnele de marcare se aplică la astfel de distanțe, încât să fie ușor vizibile de la un semn la altul. Ele trebuie să fie perpendiculare pe direcția de mers și la o înălțime aproximativă de 1,5 – 2 m față de sol.
Este obligatorie marcarea ambelor sensuri de circulație.

### Specifice
În zonele cu trasee turistice evidente și fără ramificații nu se face exces de semne, dar sunt marcate printr-unul sau mai multe semne ușor vizibile, cu predilecție  intrările în pădure (din drumuri, goluri alpine, poieni, văi).
Drumurile publice sau forestiere se marchează la capete prin tăblițe indicatoare. Dacă traseul turistic interferă cu un astfel de drum, traseul va fi marcat în așa fel încât intrările și ieșirile să fie bine evidențiate (cu atât mai mult cu cât drumul este public).
Pe un traseu comun mai multor semne diferite, se aplică toate semnele în grup, unul sub altul, vertical și în nici un caz alternativ și la distanțe mari unul de altul. Dacă zona este stâncoasă, semnele de marcaj se grupează orizontal.
Pentru indicația unghiului direcției (15, 30, 45, 60, 75, 90, 105, 120 grade), în punctele de inflexiune ale unei poteci sunt aplicate săgeți bicolore (culoarea marcajului + culoarea albă) de 40-50 x 8–10 cm.
Pe traseele intens circulate și expuse ceții sau timpului nefavorabil, marcajul ce indică apropierea cabanei sau a refugiului alpin de principiu ar trebui dublat de un sistem de avertizare acustic (uzual se folosesc așa zisele sirene de alarmă, formate din tuburi metalice care la acțiunea vântului produc un zgomot specific) și/sau vizual, în cazul cabanelor. Funcționarea acestui sistem trebuie sa fie responsabilitatea cabanierului, în cazul proximității unei cabane.

### Suporturile pentru marcaje
În arealele silvice, marcajele sunt aplicate direct pe copaci prin vopsire, în scopul protejării arborilor. Se interzice fixarea în cuie a unor altor indicatoare.
Marcajele se aplică legal pe o paletă de orientare susținută de stâlpi confecționați din țevi metalice, la nivelul zonelor unde nu există trunchiuri de arbori drept suport (goluri alpine, poienile foarte mari, zone defrișate), sau acolo unde suportul (pietrele) poate fi acoperit (cu zăpadă).  Stâlpii se vopsesc cu un grund de protecție și ulterior cu vopsea de culoare albă (legal), galben sau portocaliu, alternativ cu vopsea neagră, în dungi de 30 cm lățime. Paleta de fond alb, poate conține unul sau mai multe marcaje, orientate cu fața spre sensul de mers. La partea inferioară stâlpii trebuie prevăzuți cu gheare pentru fixarea în fundații de ciment și apoi în sol. La partea superioară ei trebuie prevăzuți cu o paleta pentru semnele de marcaj.
Uneori pot fi întâlniți și stâlpi din lemn. Aceștia sunt mai ușor de cărat în momentul amenajării traseului sau pot fi tăiați din copacii din apropiere. Pot rămâne mai mult timp la locul de implantare, cu șanse mai mici de a fi folosiți la construirea vreunei stâni. 
Marcajele aflate în zonele stâncoase greu accesibile, se aplică pe lespezi plate din piatră ori pe palete metalice scurte, eventual se implantează în grămezi de pietre cimentate ce au înălțimea de 0,4 - 0,6 m.

### Amplasare
Marcajele sunt amplasate pe tot parcursul traseului, la intersecția dintre două sau mai multe trasee, pe vârfuri sau alte obiective. Sunt desenate pe pietre mari, pe copaci, pe stâlpi sau tăblițe speciale și au o distanță între ele care să îți permită ca întotdeauna să îl poți vedea pe următorul. În păduri sunt mai apropiate din cauza vizibilității proaste printre copaci iar în golurile alpine sunt amplasate la distanțe mai mari.   

## Indicatoare montane

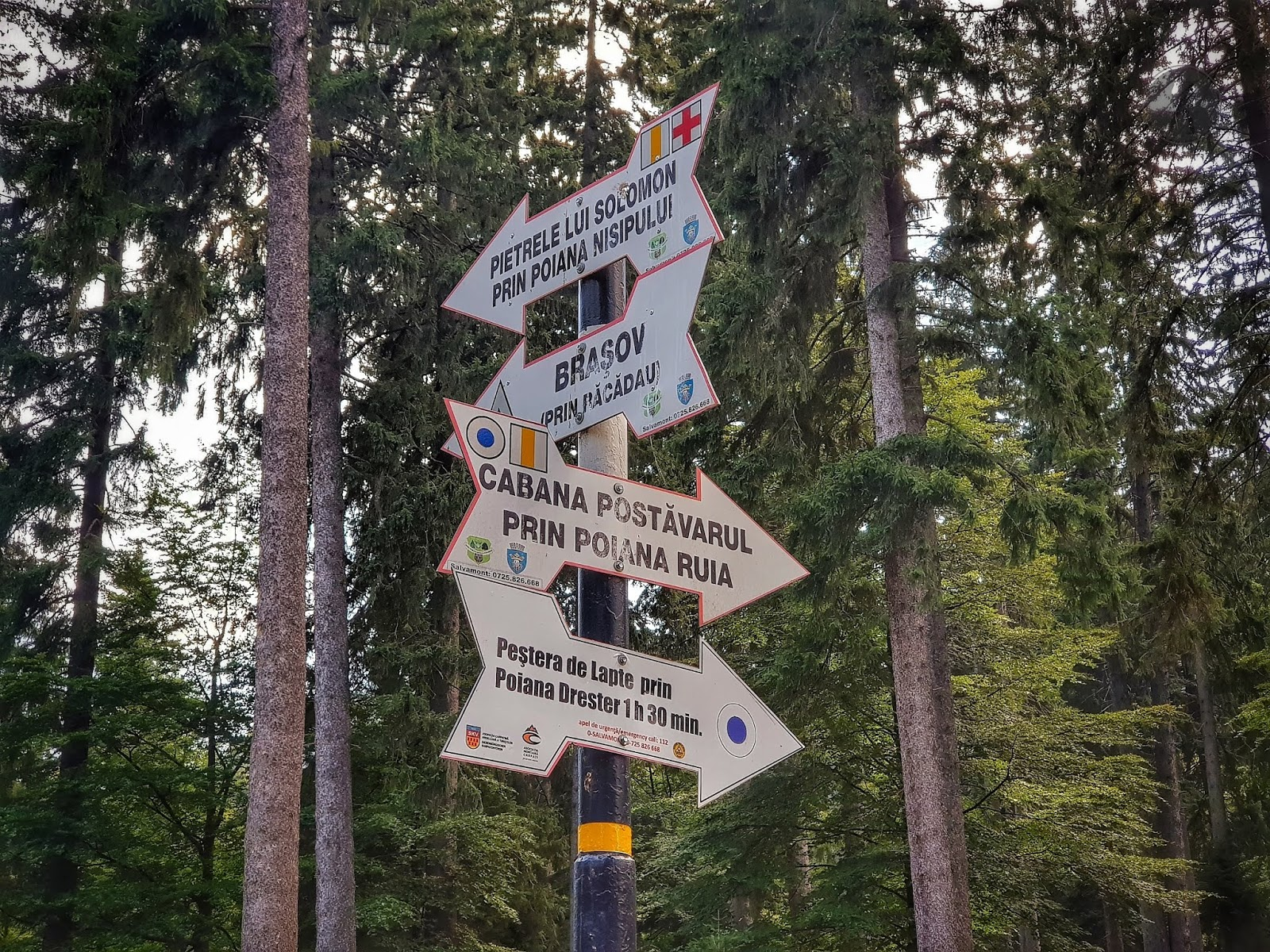
Indicatoare montane in masivul Postăvaru

Amplasarea indicatoarelor montane se face la începutul traseului, la schimbarea direcției acestuia, la intersectarea a două sau mai multe trasee, în zone de interes turistic (vârfuri, poieni, lacuri, cascade etc.), sau în zonele unde există pericole.
Tipuri de indicatoare:
- de direcție:

- sunt simple sau duble și indică sensurile de parcurs
- pe plăcile metalice în formă de săgeată se notează: obiectivul cel mai apropiat, timpul de mers până la acesta și semnul de marcaj. Dacă este afișată și sigla SALVAMONT, aceasta indică faptul că te afli într-o zona „patrulată” de echipele organizației respective. Timpul afișat indică durata unui parcurs cu mers obișnuit (fără opriri mai mari de 10 minute după fiecare oră de mers). Dacă apar două valori (de exemplu 4 1/2 – 5 ore), diferența de 1/2 oră reprezintă decalajul dintre un turist antrenat și unul mai puțin antrenat, ori  dintre o deplasare în condiții atmosferice normale și una cu intemperii (ploaie, vânt etc.). Notă: deteriorarea sau schimbarea direcției acestui semn este poate avea uneori consecințe dramatice, pentru un turist aflat în dificultate.

- de traseu (Table indicatoare):

- au dimensiuni variabile, fiind amplasate în diverse puncte ale  traseului
- cele aflate în punctele de convergență (raspântii) ale mai multor trasee, vor cuprinde semnele de marcaj, direcțiile de mers, timpul de parcurgere al traseelor
- cele de avertizare (cu rol de protecție) se montează pentru semnalizarea unor pericole: drum periculos, căderi de pietre, o prăpastie, declanșarea avalanșelor (Carouri în tablă de șah negru cu galben) etc...
- table toponimice: semnalizează lacuri și râuri (litere de culoare albă pe fond de culoare albastră), intrarea în rezervații naturale, monumente ale naturii (litere de culoare neagră pe fond de culoare galbenă), alte obiective de interes turistic (cu litere de culoare neagră pe fond de culoare albă), vârfuri de munte, șei importante, obiective culturale, etc. Trebuie confecționate din plăci fibrolemnoase impermeabilizate sau din fibre de sticlă.

- de documentare:

- furnizează informații privitoare la traseele marcate precum și despre principalele puncte de interes turistic din arealul respectiv.
- la cabane sau în stațiuni există, uzual cu scop de orientare, un panou-hartă ce conține schița traseelor din împrejurimi. De principiu aceasta ar trebui să reprezinte o parte mai detaliată a unei hărți turistice.

- pe indicatoare aflate la intrările și ieșirile de pe traseu, trebuie marcat simbolul dificultății pe care turistul o va putea întâlni pe parcurs:

- A - pericol de avalanșă
- C - Cornișe pe traseu
- D - Dificultăți alpine (pasaje, săritori)
- M - condiții meteo ce pot influența substanțial parcursul
- O - Orientare dificilă
- P - Pantă mare și alunecoasă

## Marcaje și indicatoare - ajutătoare - neomologate turistic
Există și Marcaje de avertizare care sunt dispuse:
- Pe perimetrul unor rezervații naturale (Pătrat roșu și albastru pe fond alb). Deși se pot afla în proximitatea unor drumuri sau poteci, nu sunt marcaje de urmărit în vederea reorientării sau regăsirii traseului (intersectează traseul întâmplător).[7]
- Pe trasee destinate bicicliștilor (C într-un pătrat alb)

Marcajele forestiere, pot servi la orientare acolo unde marcajele omologate lipsesc sau sunt deteriorate.
Astfel, din punct de vedere practic:
- Banda verticală (uzual roșie) de pe arbori (limita de parcelă), se întâlnește uzual pe piciorul de munte ce coboară spre albia unui pârâu sau pe lângă albia acestuia. Urmând banda respectivă până la firul apei și ulterior prin urmarea cursului acesteia, la un moment dat se va ajunge la o localitate.
- 2 benzi roșii delimitate de o bandă albă, orizontale (intersecțiile de linii parcelare), marchează existența unei borne silvice (aflată fie pe culme, fie pe firul văii) care poate fi folosită ca reper
- Litera H (limita dintre două ocoale silvice), apare numai pe culme, pe cumpăna apelor a două bazine hidrografice importante alăturate.

Marcaje aflate în zone stâncoase greu accesibile: Momâi (un grup de pietre în forma de piramidă, a căror înălțime variază până la 1 m).